# Lillälven, Värmland
Lillälven är ett vattendrag i de västra delarna av Säffle kommun i Värmland, ungefär Långseruds socken, men även en mindre del av Årjängs kommun. Sjöarna Eldan och Stora Bör ligger inom Lillälvens avrinningsområde. Älven mynnar i Byälven vid Gillberga, cirka en km norr om Gillberga kyrka i Gillberga socken. Byälven mynnar i sin tur i Vänern nära Säffle. Lillälvens totala längd inklusive källflöden är 68 km.
Älven utgör, mellan Stora Bör och Västersvan, landskapsgräns mellan Dalsland och Värmland.
Enligt Fiskeriverket ska den rödlistade fisken asp leka i Lillälven.
Lillälven är även namnet på ett vänsterbiflöde till Viksälven i Arvika.